# Theodor Hüllinghoff
Theodor Hüllinghoff (* 18. Oktober 1910 in Frankfurt am Main; † unbekannt) war ein deutscher Ruderer.

## Biografie
Theodor Hüllinghoff trat für den Mannheimer Ruderverein Amicitia von 1876 an. Bei den Olympischen Spielen 1932 in Los Angeles war Theodor Hüllinghoff Teil der Crew des deutschen Achters. Die Crew schied jedoch im Vorlauf aus und belegte den sechsten Rang.
Für die Olympischen Spiele 1936 in Berlin war er in der engeren Auswahl für die Besetzung des deutschen Doppelzweiers, allerdings wurde er nicht nominiert. 1949 trat Hüllinghoff bei den deutschen Meisterschaften für den Frankfurter Ruderverein von 1865 an und konnte in der gleichen Bootsklasse zusammen mit Oskar Glock sich den deutschen Meistertitel sichern.